# Bukovice
Bukovice (deutsch Bukawitz) ist eine Gemeinde in Tschechien. Sie liegt einen Kilometer nördlich von Police nad Metují und gehört zum Okres Náchod.

## Geographie

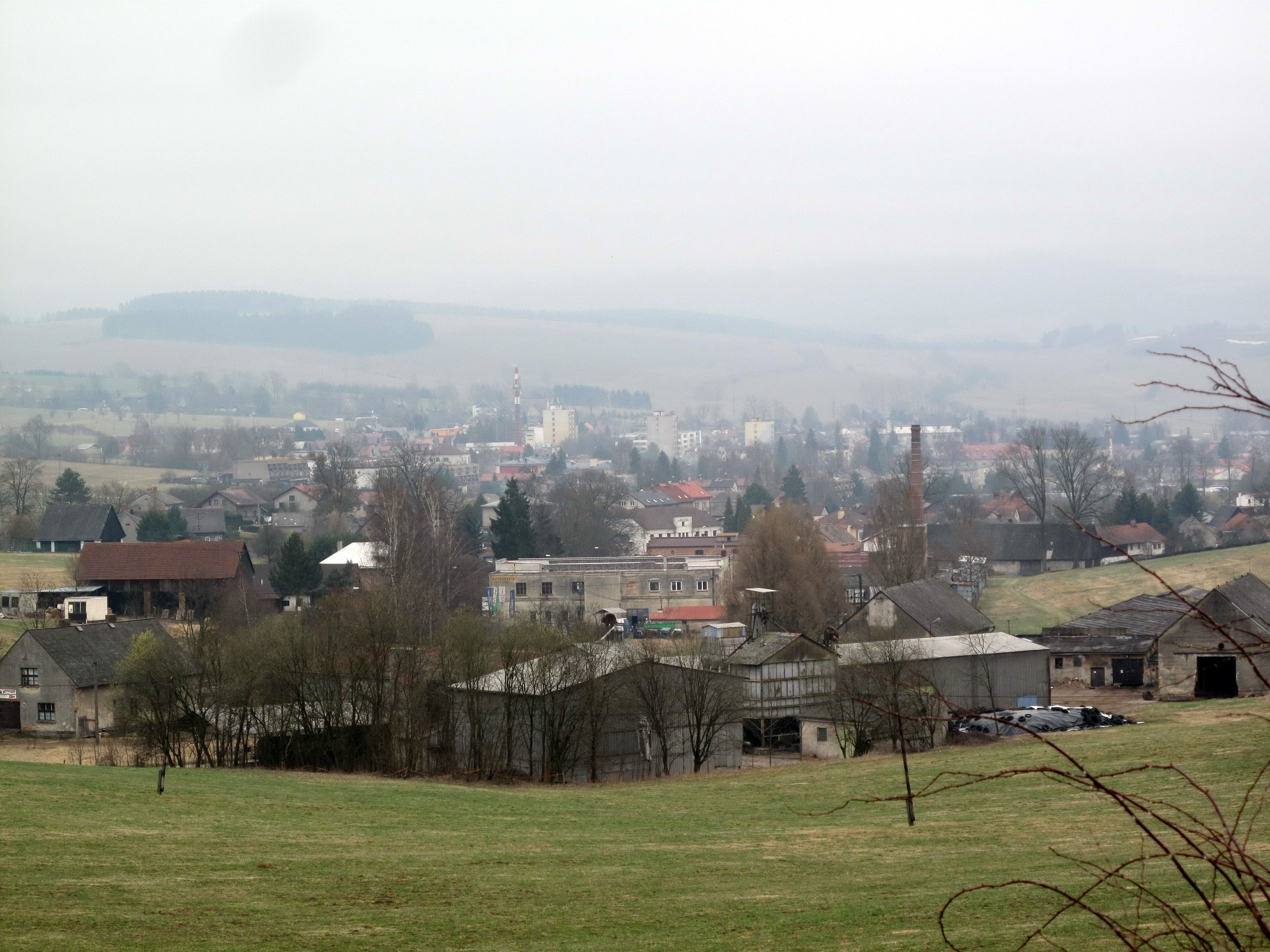
Bukovice

Bukovice befindet sich südöstlich des Berges Ostaš am Zusammenfluss der Bäche Pěkovský potok und Hlavňovský potok zum Flüsschen Dunajka. Durch den Ort führt die Staatsstraße 303 zwischen Náchod und Broumov. Nach Süden hin ist Bukovice mit der Stadt Police nad Metují zusammengewachsen.
Nachbarorte sind Pěkov im Norden, Hlavňov im Osten, Suchý Důl im Südosten, Police nad Metují im Süden, Žďár nad Metují im Südwesten, Česká Metuje im Westen sowie Ostaš im Nordwesten.

## Geschichte
An der Stelle des Dorfes entstand um 1220 ein Vorwerk des Benediktinerklosters Police nad Metují. Nach 1405 erfolgte dessen Auflösung und die Vorwerksfluren wurden besiedelt. Das so entstandene Dorf Bukovice war der Herrschaft Police untertänig. Wegen der hohen Abgabelasten kam es 1680 zum Bauernaufstand.
Nach der Ablösung der Patrimonialherrschaften bildeten die Dörfer Bukovice und Velká Ledhuje ab 1848 eine Gemeinde. 1877 erfolgte die Trennung beider Orte und Bukovice wurde selbstständig.
Zwischen 1954 und 1960 war das Dorf nach Police nad Metují eingemeindet, danach wurde es mit Hlavňov zu einer Gemeinde vereinigt, die den Namen "Hvězda" erhielt. 1970 lebten in dem Dorf 389 Einwohner in 96 Häusern. 1990 erhielt Bukovice erneut seine Selbstständigkeit.
Die ehemalige Textilfabrik, die zuvor zum Unternehmen VEBA gehört hatte, ging 1991 an die früheren Besitzer Familie Goldmann zurück. Am 7. und 8. Juli 1997 erlitt die Gemeinde starke Schäden durch ein Hochwasser.

## Sehenswürdigkeiten
- barocke Mariensäule, errichtet 1747
- freistehender Glockenturm